# HMAS Arrow (P 88)
El HMAS Arrow (P 88) fue un barco patrullero de la clase Attack de la Marina Real Australiana (RAN).

## Hundimiento
Fue puesto en servicio el 3 de julio de 1968. Durante el ciclón Tracy del 25 de diciembre de 1974, el Arrow fue arrastrado a tierra y se hundió en el muelle Stokes Hill en Darwin con la pérdida de dos marineros: el suboficial Leslie Catton y el marinero Ian Rennie.